# Navigators
Navigators byla česká skupina hrající hudbu prolínající se žánry R'n'B, soul, hip-hop, jazz a funk.
Založena byla v roce 2003 bývalými členy kapely Mikiho pupík, ale od té doby se složení skupiny již změnilo. O dva roky později nahráli první demo a vystoupili na svém prvním koncertě. V roce 2007 poprvé vystoupili v zahraničí (ve Švýcarsku) a 12. listopadu 2007 vydali své debutové album Sky Travellin'. Navigators je jedna z mála českých kapel, kterým se podařilo dostat do pravidelné rotace na hudební televizi MTV Europe. Videoklip k titulní písni druhého studiového alba My Place upoutal originálním retrodesignem sirkových krabiček a sklízí uznání světových grafických serverů i tištěných médií (Das Zeit Magazin, IDN Hong Kong). V roce 2013 skupina ukončila činnost.

## Alba
- 2007: Sky Travellin'
- 2010: My Place

## Složení
- Erika Fečová – zpěv
- Martin Svátek – zpěv
- Jan Pospíšil (onetwo) – rap, texty
- Tomáš Konůpka (ex-Southpaw) – bicí, kapelník
- Jiří Štarha – kytara
- Michal Kubelka – klávesy, programming
- Adam Stivín (ex-Chinaski, Gaia Mesiah) – baskytara